# Гонконг на літніх Олімпійських іграх 2012
Гонконг на літніх Олімпійських іграх 2012 був представлений 42 спортсменами в 13 видах спорту.

## Нагороди
| Медаль | Спортсмен | Вид спорту | Дисципліна    |
| ------ | --------- | ---------- | ------------- |
| Бронза | Лі Хуейші | Велоспорт  | Жінки, кейрін |

## Академічне веслування
Чоловіки
| Спортсмени                | Дисципліна               | Відбіркові заїзди | Відбіркові заїзди | Втішний заїзд | Втішний заїзд | Чвертьфінали | Чвертьфінали | Півфінали | Півфінали | Фінал   | Фінал |
| Спортсмени                | Дисципліна               | Час               | Місце             | Час           | Місце         | Час          | Місце        | Час       | Місце     | Час     | Місце |
| ------------------------- | ------------------------ | ----------------- | ----------------- | ------------- | ------------- | ------------ | ------------ | --------- | --------- | ------- | ----- |
| Со Сау Ва                 | Одиночки                 | 7:15.91           | 6                 | 7:13.35       | 3             | Н/Д          | Н/Д          | 7:44.20   | 1         | 7:29.35 | 25    |
| Лен Чунь Шек Лок Кван Хой | Парні двійки, легка вага | 6:59.52           | 5                 | 6:47.04       | 4             | Н/Д          | Н/Д          | 7:13.67   | 3         | 7:00:01 | 18    |